# Ахола, Йоуко
Йоуко Ахола (фин. Jouko Ahola; род. 1 декабря 1970, Хямеэнлинна, Финляндия) — финский силач, пауэрлифтер и актёр кино.

## Стронгмен
Прежде всего Йоуко известен своими победами на соревнованиях World’s Strongest Man — в 1997 и 1999 годах. Завоевал второе место в 1998 году. Кроме этого, он дважды побеждал на соревнованиях «Самый сильный человек Европы» — в 1998 и 1999 годах; занял 4 место в 1996 году. Также принимал участие в командных соревнованиях (World's Strongest Team) и дважды выигрывал: в 1997 (совместно с Рику Кери и 1999 годах, в 1998 году занял второе место.
Также Йоуко установил мировой рекорд в упражнении Hercules hold (45,7 сек, 197 кг) и камнях атласа (215 кг).
После завершения карьеры Ахола занялся тренерской деятельностью и работал судьёй на различных соревнованиях по силовому экстриму, включая World’s Strongest Man. Сын Юко, Онни, также является пауэрлифтером.

## Личные рекорды
- Жим лёжа: 220 кг[5]
- Присед: 360 кг[5]
- Становая тяга: 406 кг[5]

## Карьера актёра
После окончания карьеры в богатырском спорте он всерьёз заинтересовался киноискусством. На сегодняшний день он играл роли в таких фильмах: «Царство небесное», «Плохой день для рыбалки», «Война мёртвых» и «Непобедимый».
В 2001 году он снялся в фильме Вернера Херцога «Непобедимый», в котором играл роль известного силача начала XX века Цише Брайтбарта. В 2009 году он играл роль чемпиона мира по рестлингу в фильме Альваро Брехнера «Плохой день для рыбалки». Фильм был представлен на Каннском кинофестивале. В 2012 году он снялся в клипе Робина Пакалена «Faija skitsoo».
В 2008 году появился в сериале «The Dudesons», а в 2013 году — в сериале «Викинги».

## Фильмография
- 2001 — Непобедимый
- 2005 — Царство небесное
- 2009 — Плохой день для рыбалки
- 2011 — Война мертвецов
- 2013 — Викинги

## Интересные факты
- Считает своим кумиром Арнольда Шварценеггера[2].
- Его часто ошибочно называют Юоко Ахола, при дословном переводе с финского это означает «Пьёт ли Ахола?»[2]